# Бронзовокрылый попугай
Бронзовокрылый попугай (лат. Pionus chalcopterus) — птица семейства попугаевых.

## Внешний вид
Длина тела 27 см, хвоста 8 см. Окраска оперения чёрная с голубым оттенком. Верхняя часть спины и плечи тёмно-коричневые. Надхвостье, хвост и маховые перья голубоватой окраски. Кроющие перья крыла коричневые с каймой светлого цвета. Подхвостье красное с фиолетовым окаймлением кроющих перьев. Клюв желтоватого оттенка.

## Распространение
Обитает на северо-востоке Перу, в Колумбии и Эквадоре.

## Образ жизни
Населяют влажные, лиственные леса. В зависимости от сезона кочуют с места на место. Очень общительны и часто собираются на ночь большими стаями. Средняя продолжительность жизни около 40 лет.

## Размножение
Период размножения с февраля или марта по июнь или июль. В кладке обычно 3—4 яйца. Насиживание длится 24—26 дней.